# Харун
Хару́н (араб. هارون‎), Абу́-ль-Фара́дж («отец утешения») — исламский пророк, брат пророка Мусы (Моисея). Отождествляется с библейским первосвященником Аароном.

## В Коране
Пророческое служение Харуна было тесно связано со служением его брата Мусы. Например, Муса оставлял Харуна правителем евреев, когда уходил получать Таурат (Тору), ходил вместе с Мусой к фараону.
Из потомства Харуна происходит Мариям (Мария), которая была матерью пророка Исы (Иисуса).
Мусульмане почитают могилу Аарона на горе Аарона.
Имя Харуна 20 раз встречается в Коране.

Мы оказали милость Мусе (Моисею) и Харуну (Аарону). ۝ Мы спасли их обоих и их народ от великой печали. ۝ Мы оказали им помощь, и именно они стали победителями. ۝ Мы даровали им ясное Писание ۝ и повели их прямым путем. ۝ Мы оставили о них в последующих поколениях добрую молву. ۝ Мир Мусе (Моисею) и Харуну (Аарону)! ۝ Воистину, так Мы воздаем творящим добро. ۝ Воистину, они — одни из Наших верующих рабов.
—  37:114—122 (Кулиев)